# 화곡저수지 (경북)
《화곡저수지》는 경상북도 경주시 내남면 화곡리에 위치한 대한민국의 저수지이다. 줄여서 화곡지라고 불려져 있다. 형산강 지류인 화곡천의 하구이다.  공사 기간은 1957년에 착공하여, 1963년 12월 30일에 준공하였다. 시설 관리자는 경주시장과 한국농어촌공사 담당하고 있다. 2016년에 경주 지진 모멘트 규모  5.8 본진이 발생하였으며 진앙지가 되었다.

## 같이 보기
- 내남면
- 2016년 경주 지진